# Vivienne Fovéa
Vivienne Fovéa (Brétigny-sur-Orge; 20 de octubre de 1974) es una actriz pornográfica francesa retirada.

## Biografía
Fovéa nació en octubre de 1974 en la comuna de Brétigny-sur-Orge, situada en el departamento de Essonne y la región Isla de Francia. No se sabe mucho de su vida hasta antes de 1997, momento en que a sus 23 años de edad decide entrar en la industria pornográfica.
El mismo año de su debut, rodó para la productora francesa Marc Dorcel una de las películas que marcaría su carrera cinematográfica: Sextet, junto a Anita Blond y Olivia Del Rio.
Como actriz, trabajó en películas de productoras, además de la señalada Marc Dorcel, como New Machine, Wicked Pictures, Hustler, Private, New Sensations o Evil Angel.
No llegaría a tener una carrera significativa más allá de unos cuantos títulos, retirándose de la profesión en el año 2000, con algo más de 80 películas grabadas.
Algunos de sus trabajos fueron Affirmative Action 15, Ball Buster, Euro Angels 6, Gaper Capers, Labyrinthe, Maze, Pirate Video Deluxe - Xtreme Desires o Private XXX.